# Irene Linders
Irene Linders (7 augustus 1955) verwierf bekendheid als achtergrondzangeres en tekstschrijver bij de Nederlandse symfonische-rockband Kayak. 
Linders trouwde op 2 augustus 1978 met Kayaks leider Ton Scherpenzeel. In datzelfde jaar werd ze samen met Katherine Lapthorn, de echtgenote van Tons broer Peter Scherpenzeel ingeschakeld als het achtergrondkoor De Kayettes genoemd. Ze stapte in bij het succesalbum Phantom of the Night met hit Ruthless queen, waarvoor zij de tekst had aangeleverd. Na het album Merlin waren de Kayettes verleden tijd, onder meer vanwege de opvoeding van de kinderen. Toen Kayak vanaf 1999 aan een doorstart werkte was ze opnieuw bij de band betrokken, niet meer als zangeres, maar als tekstschrijver, hetgeen ze tot het opheffen van de band in 2022 bleef.
Ton Scherpenzeel schreef uit bewondering voor haar het nummer "Irene" op het album Starlight Dancer, toen zij nog geen lid was van de band. Hetzelfde geldt, volgens Irene Linders, ook voor Nothingness op The Last Encore.
Na de eerste furore van Kayak ging Linders als popjournaliste werken voor onder andere de Hitkrant en de Mega Top 100 van de TROS. Ze werd in 2012 na het overlijden van Kayakdrummer Pim Koopman de schrijver van Kayak in de serie rockklassiekers, alles aan de hand van het archief van haar man.